# Grästorpasjön
Grästorpasjön är en sjö i Herrljunga kommun i Västergötland och ingår i Göta älvs huvudavrinningsområde. Sjön är start/slutpunkt för den 12  kilometer långa vandringsleden Sju sjöars led. Sjön passeras även av den 13 kilometer lång Föleneleden och de 4 och 8 kilometer långa Hackebergslederna. Den 47,5 kilometer långa Gäsenebygdens pilgrimsleder passerar även den sjön. Söder om sjön finns Fårhytta, en återställd äldre byggnad för får som vallade på skogsbete och för vandrare längs hålvägen som passerade sjön.
Vid sjön finns en grillplats och en brygga, samt en iordningställd rastplats. 

## Galleri

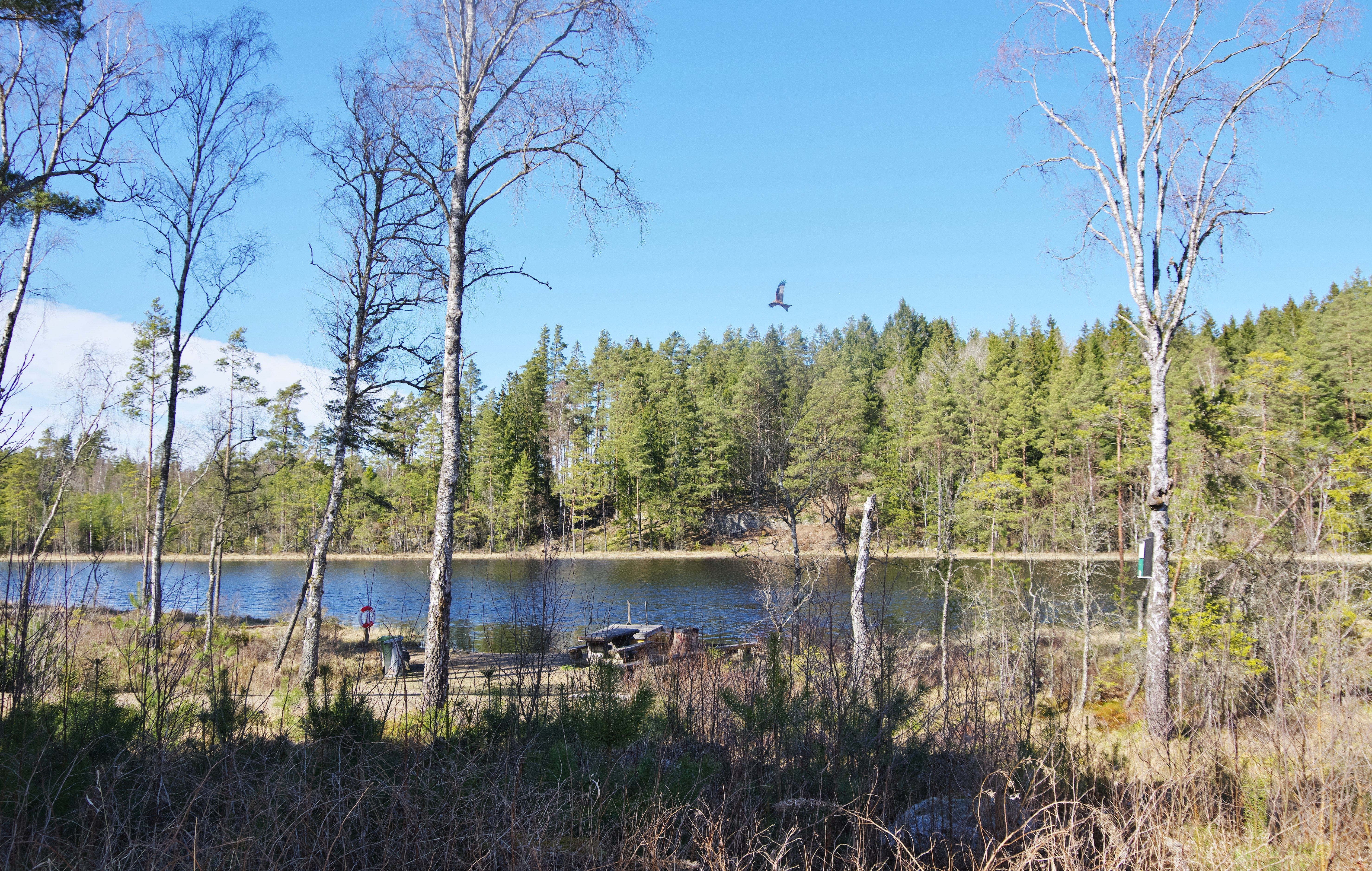
En glada flyger över sjön.
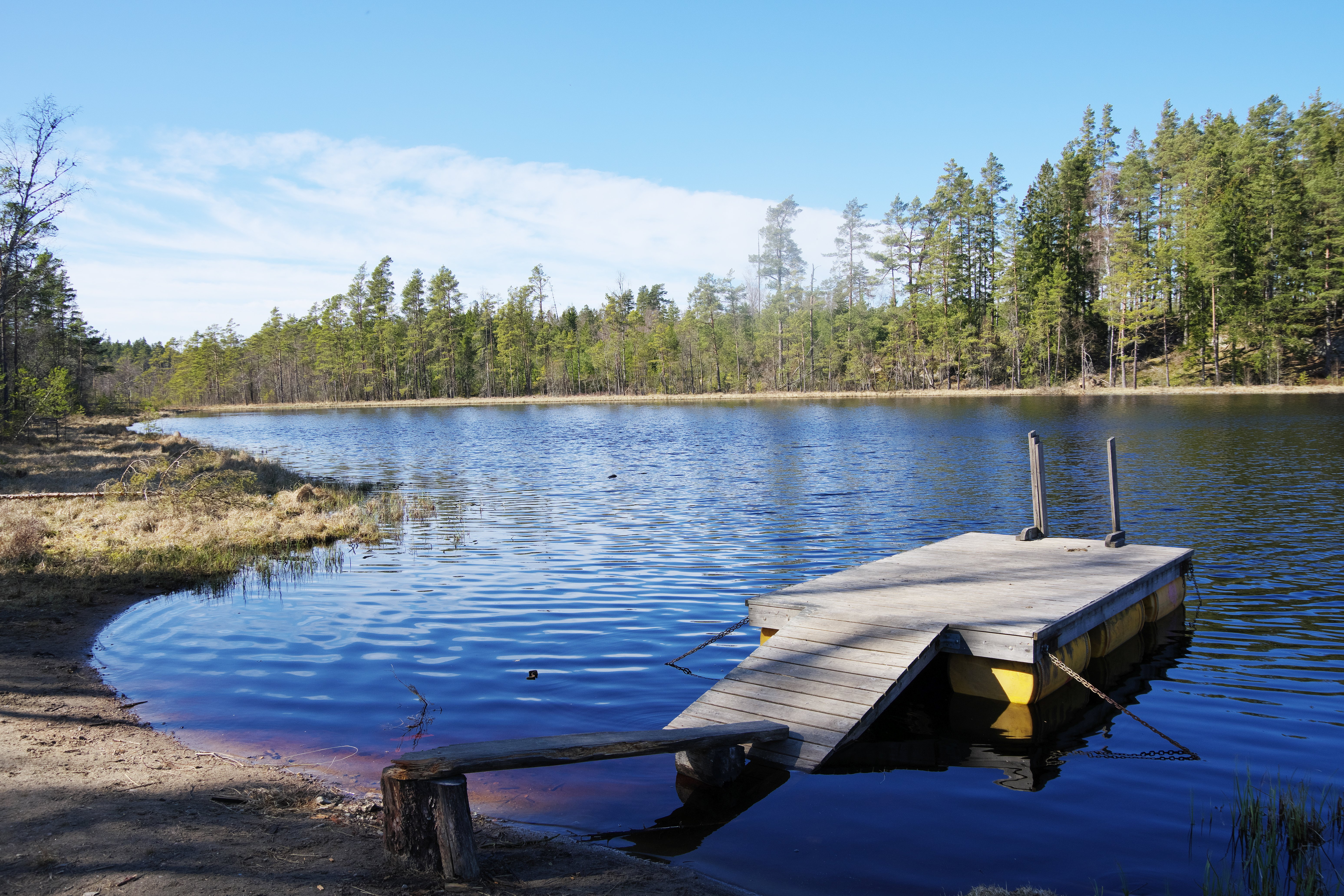
Vid sjön finns en iordningställd rastplats och bryggor.
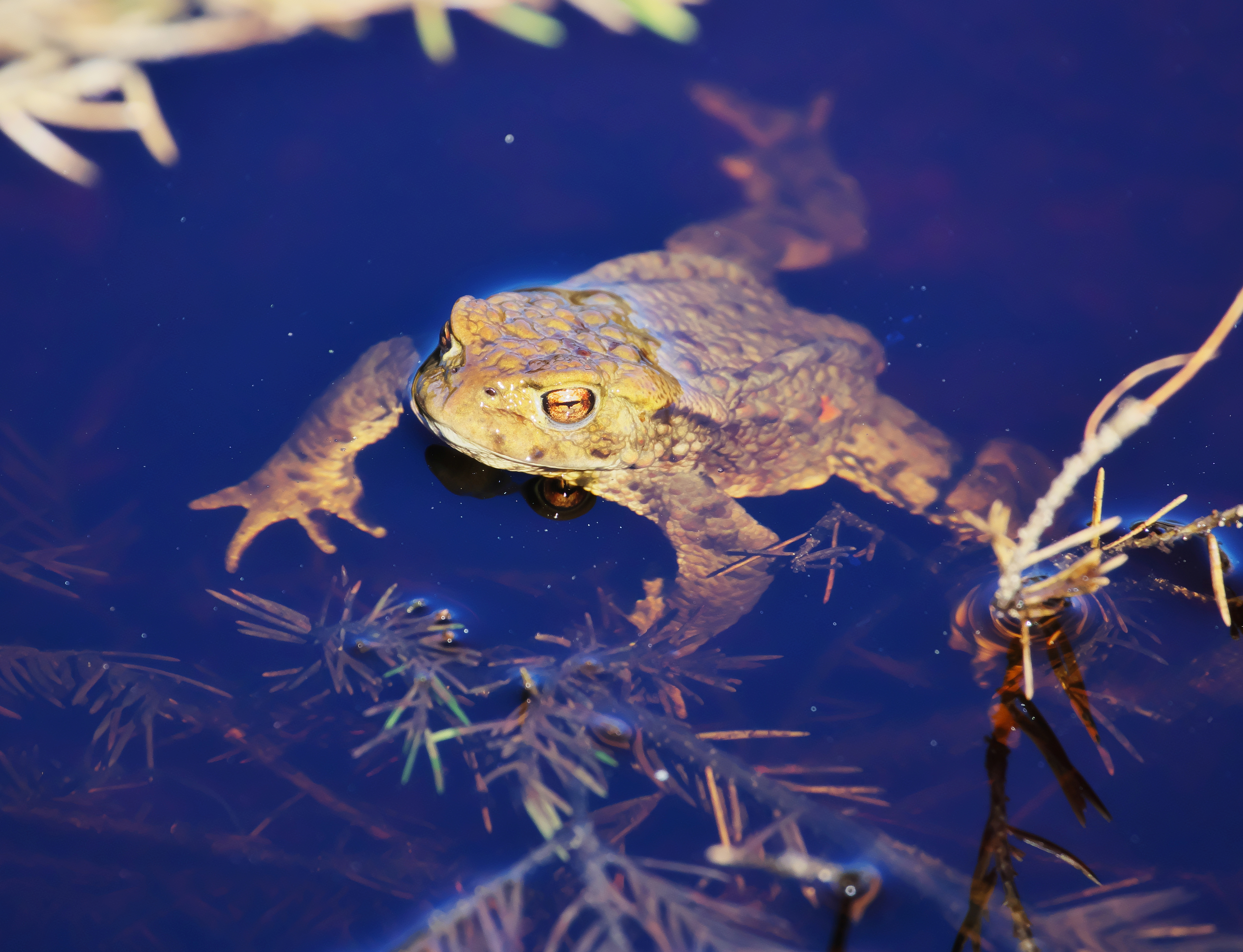
Vanlig padda förekommer i sjön.